# Жестел
Жестел (фр. Gestel) насеље је и општина у северозападној Француској у региону Бретања, у департману Морбијан која припада префектури Лорјен.
По подацима из 2011. године у општини је живело 2649 становника, а густина насељености је износила 423,84 становника/km². Општина се простире на површини од 6,25 km². Налази се на средњој надморској висини од 47 метара (максималној 66 m, а минималној 13 m).

## Демографија
| 1962. | 1968. | 1975. | 1982. | 1990. | 1999. | 2011. |
| ----- | ----- | ----- | ----- | ----- | ----- | ----- |
| 498   | 525   | 758   | 1.566 | 1.921 | 2.227 | 2.649 |

График промене броја становника у току последњих година